# Рудня (Брестский район)
Ру́дня (бел. Рудня) — деревня на юго-западе Брестского района Брестской области Беларуси. Входит в состав Домачевского сельсовета.
Население — 35 человек (2023).

## География
Деревня расположена на реке Копаювка, притоке Западного Буга, к северу от деревни Черск и к югу от деревни Леплёвка, в 5,5 км к востоку от центра сельсовета и в 39 км к югу от центра Бреста.

## История
В письменных источниках упоминается с XVI века как село Берестейского повята Берестейского воеводства ВКЛ — король Сигизмунд II Август утвердил основание церкви в Рудне. В 1748 году селом владели А. Киркор и Б. Краевский. С 1795 года — в составе Российской империи, с 1801 года — в Гродненской губернии. В 1876 году в присёлке Рудня — 19 дворов. По переписи 1897 года — 16 дворов. В 1905 году присёлок в составе Домачевской волости Брестского уезда.
После Рижского мирного договора 1921 года — в составе гмины Домачево Брестского повята Полесского воеводства Польши.
С 1939 года — в составе БССР.

## Население
Численность населения на 1 января 2023 года — 35 человек, 20 хозяйств.

Население — 66 человек (2019).